# Алифиренко, Юрий Михайлович
Алифиренко Юрий Михайлович (род. 13 апреля 1965, г. Хромтау, Казахская ССР, СССР)  - мастер спорта СССР международного класса.  Боксом начал заниматься  с 10 лет. В 1978 году стал чемпионом Казахской ССР на межшкольных соревнованиях в Костанае. В 1981 году в Могилеве на первенстве среди юниоров поднялся на пьедестал чемпиона СССР. В 1982 году участвовал в первенстве Европы (в весовой категории 67 кг) в г. Минске и стал чемпионом спортивного общества «железнодорожники». Победитель спартакиады народов СССР, член сборной СССР с 1982 г., серебряный призёр чемпионата СССР 1984г, член олимпийской сборной.  Он стал победителем международных турниров в Финляндии, Германии, Испании, Кубе, Африке, неоднократно выигрывал золотые медали. [1]